# Werner-von-Siemens-Gymnasium Großenhain
Das Werner-von-Siemens-Gymnasium Großenhain ist ein Gymnasium in Großenhain.

## Gebäude
Es besteht aus zwei Gebäuden und nutzt drei verschiedene Turnhallen. Es verfügt über eine eigene Sternwarte. Des Weiteren gibt es im Südflügel des Hauptgebäudes eine große Mensa für die Mittagspause. 

## Schulprofil
Durch die Teilnahme an verschiedenen Projekten wie dem GLOBE-Programm, Rock Challenge, Join Multimedia oder verschiedenen Kunstwettbewerben zeichnet sich die Schule aus. Weiterhin wird in der Sekundarstufe II das Fach Europakunde unterrichtet.

## Geschichte
Nachdem im Jahr 1540 und im Jahr 1744 die vorhandenen Schulgebäude der Stadt niederbrannten, erfolgte am 28. Mai 1889 die Grundsteinlegung des heutigen Schulhauptgebäudes. 1899 wurde die heute noch am Gebäude befindliche Turnhalle gebaut, 1906 kam ein Schulgarten hinzu.
Am 19. März 1927 wurde die Schule auf den Namen Pestalozzischule getauft. Damals diente das Gebäude noch als Hauptschule mit bis zu 2700 Schülern.
Im Zweiten Weltkrieg wurde sie vorübergehend auch als Lazarett für verwundete Soldaten verwendet. Nach dem Krieg erfolgte eine Dreiteilung der Schule, da viele Schulgebäude in der Umgebung im Krieg zerstört wurden.
Ab 1948 wurde die Schule in die Pestalozzischule Nord und Süd geteilt. Ab 1949 hieß die Pestalozzischule Nord fortan Goetheschule.1950 erfolgte eine nochmalige Teilung der Pestalozzischule – aus der Knabenschule entwickelte sich die selbstständige 3. Grundschule "Clara-Zetkin".Der Hilfsschulteil erhielt ein eigenes Gebäude auf dem Radeburger Platz. 1953 wurde die Pestalozzischule letztlich zur Oberschule aufgewertet.
Im Jahre 1992 wird die Goethe- und Pestalozzi-Schule das Hauptgebäude des Gymnasiums Großenhain (mit Außenstelle am Schacht – ehemals EOS). Im Jahr 1993 wurde aufgrund der hohen Schülerzahlen die Außenstelle des Gymnasiums an der Hohen Straße eingeweiht, die auch heute noch für die zehnte Klasse und die Sekundarstufe II genutzt wird.
1998 kam es durch demokratische Abstimmung von Schülern und Lehrern zur Wahl des neuen Namensgebers der Schule, die in einer feierlichen Veranstaltung am 6. April 2001 auf den Namen Werner-von-Siemens-Gymnasium getauft wurde.
In den Jahren 2001–2005 fand eine aufwendige Sanierung des Hauptgebäudes statt, bei der auch eine Sternwarte mit modernster Ausrüstung auf dem Dach des Gebäudes für fortgeschrittenen Astronomie-Unterricht installiert wurde.